# Jiří Herzán
Jiří Herzán (18. června 1921, Třebíč – 1. března 2003, Třebíč) byl český architekt a sokolský pracovník.
Jeho synem je architekt Lubor Herzán.

## Biografie
Jiří Herzán se narodil v roce 1921 v Třebíči, vystudoval Školu uměleckých řemesel v Brně a následně Vysokou školu uměleckoprůmyslovou v Praze. Posléze se vrátil do Třebíče, kde působil jako architekt, kromě jiného projektoval rekreační středisko Medlov nebo sídliště Jihlava-Jih a Královský vršek v Jihlavě. Věnoval se také činnosti ve spolku Sokol. Již v roce 1939 se zúčastnil prvního sokolského tábora třebíčské župy, během studií v Praze získal první místo v desetiboji v pětižupní soutěži Sokola v Praze. Po druhé světové válce se stal členem komise pobytu v přírodě České obce sokolské a v roce 1947 založil v Třebíči Zálesácký závod zdatnosti.
V roce 1976 u Mrákotína postavil pomník 311. bombardovací perutě RAF, v roce 1978 pak na tomtéž místě postavil pomník i perutím 310., 312. a 313. V roce 1968 obnovil Sokola v Třebíči, stejně tak i po roce 1990, kdy byla činnost spolku obnovena, stal se starostou a náčelníkem Sokola Třebíč, byl také starostou župy plk. Švece a členem náčelnictva České obce sokolské.
V roce 1991 obdržel Stříbrnou medaili ČOS. V roce 2018 obdržel vyznamenání Zlatá lípa.